# Bedford WHB

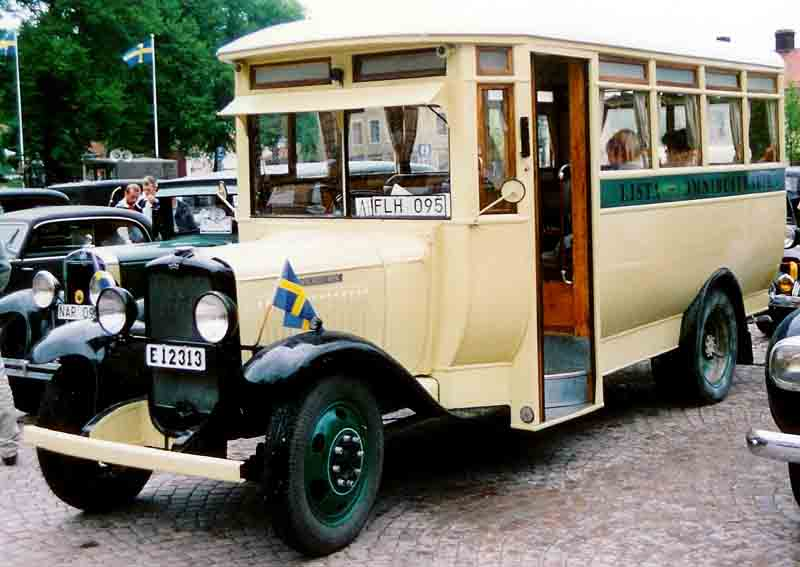
Bedford WLB, Aufbau Brincat (Replika), Baujahr 1932

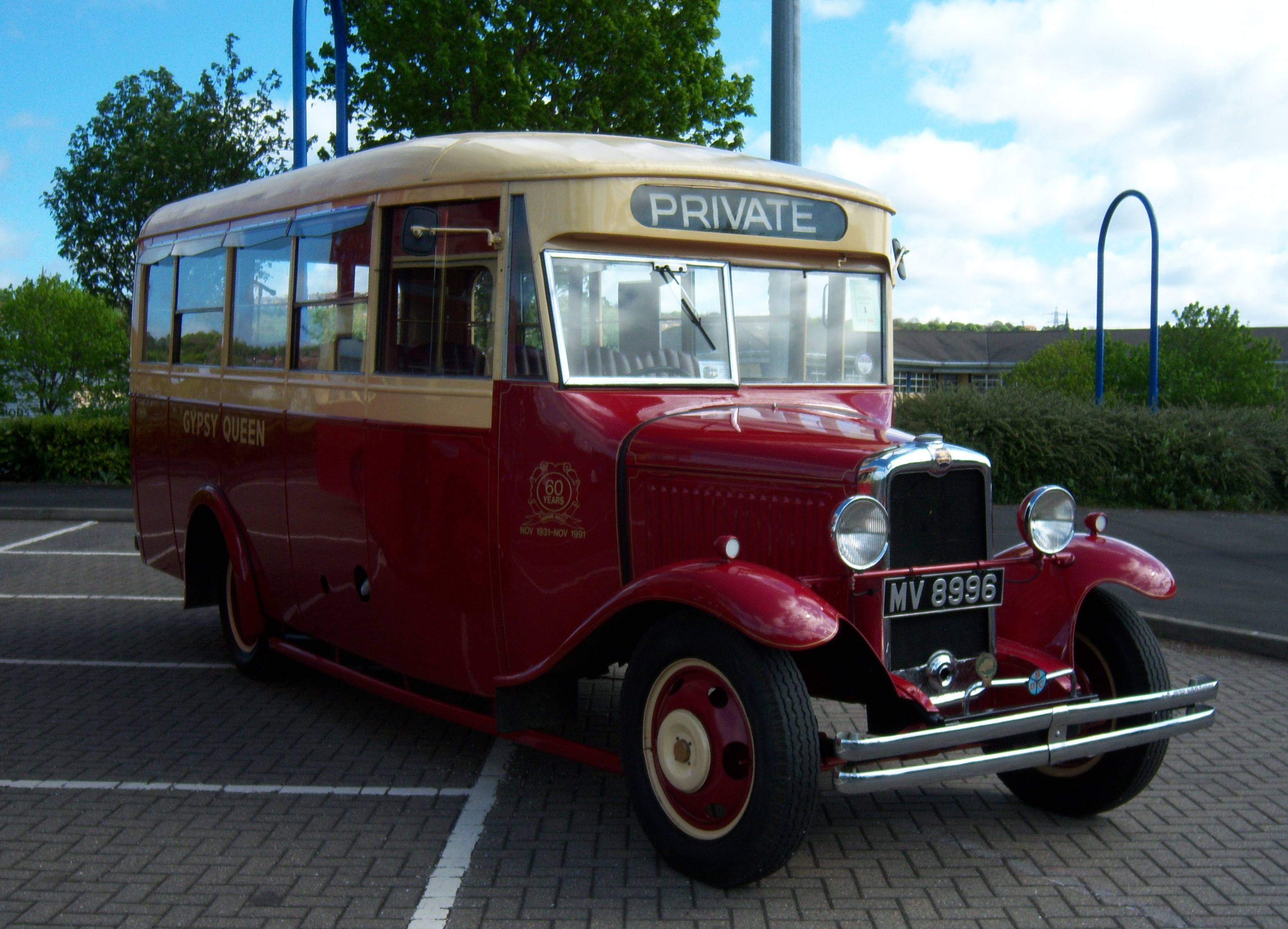
Bedford WLB, Aufbau Duple, Baujahr 1931

Der Bedford WHB und der Bedford WLB waren Fahrgestelle für Busse des britischen Nutzfahrzeugherstellers Bedford. Bei den Typen handelt es sich um die ersten Chassis für Busse, die Bedford herstellte.
Das Chassis beruht auf dem leichten 2-t-Lkw Bedford WLG, der seit 1929 hergestellt wurde. Dieser Lkw basierte auf einer Konstruktion von Chevrolet. Die beiden Chassis waren identisch aufgebaut und unterschieden sich nur durch den Radstand. Der WHB besaß einen Radstand von 131 Zoll (3,33 m), während der WLB einen Radstand von 157 Zoll (3,99 m) hatte. Der zweite Buchstabe in der Typenbezeichnung bezeichnete bei Bedford den Radstand des Fahrzeuges, dabei stand H, später S für den kurzen Radstand, L für Ausführungen mit langem Radstand. Die Fahrzeuge wurden von einem von Bedford hergestellten Sechszylinder-Ottomotor mit 3,18 l Hubraum angetrieben. Der Motor leistete bei 2800/min 47 kW. Er wurde mit 27 Steuer-PS eingestuft. Als Getriebe kam ein unsynchronisiertes Vierganggetriebe zum Einsatz. Angetrieben wurde die Hinterachse über ein Differentialgetriebe mit Kegelrädern. Die mechanische, mit einem Gestänge betätigte Bremsanlage wurde durch einen Unterdruck-Servo unterstützt. Die elektrische Anlage hatte eine Spannung von 24 V. 
Die Aufbauten wurden meist von Duple hergestellt. Andere Karosseriebauunternehmen, die Aufbauten für den W fertigten, waren Waveney, Grose, Rainforth und Plaxton. Die Aufbauten für den WHB hatten 14 Sitzplätze, die für den WHB 20. 
Die Produktion des Chassis begann 1931 im Vauxhall-Werk in Luton. Da die Nachfrage gering blieb, wurde die Produktion des WHB schon 1933 nach 102 Bussen eingestellt. Vom WLB wurden 1892 Stück gebaut, seine Produktion endete 1935.